# Northrop M2-F3
El Northrop M2-F3 fue un fuselaje sustentador pesado reconstruido desde el Northrop M2-F2 después de que se estrellase en el Dryden Flight Research Center en 1967. Fue modificado con una tercera aleta vertical adicional (centrada entre las aletas de fin de ala) para mejorar las características de control. La "M" se refiere a "tripulado" ("manned") y la "F" se refiere a versión de "vuelo" ("flight").

## Desarrollo
Las tempranas pruebas de vuelo de las configuraciones de reentrada de los fuselajes sustentadores M2-F1 y M2-F2 validaron el concepto de reentrada del fuselaje sustentador pilotado desde el espacio. Cuando el M2-F2 se estrelló el 10 de mayo de 1967, ya se había obtenido valiosa información y había contribuido a nuevos diseños.
Los pilotos de la NASA dijeron que el M2-F2 tenía problemas de control lateral, así que cuando el M2-F2 fue reconstruido en Northrop y redesignado M2-F3, fue modificado con una tercera aleta vertical adicional (centrada entre las aletas de fin de ala) para mejorar las características de control.
Tras un esfuerzo de rediseño y reconstrucción de tres años, el M2-F3 estuvo listo para volar. El accidente de mayo de 1967 había arrancado la aleta izquierda y el tren de aterrizaje. También había dañado el recubrimiento externo y la estructura interna. Los ingenieros del Flight Research Center trabajaron con el Ames Research Center y con la Fuerza Aérea en rediseñar el vehículo con una aleta central que diera mayor estabilidad. Al principio, parecía que el vehículo había sido dañado irreparablemente, pero el constructor original, Northrop, realizó la reparación y devolvió el redesignado M2-F3, con una aleta central para mejorar la estabilidad, al FRC.
Aunque el M2-F3 era todavía exigente de volar, la aleta central eliminó el alto riesgo de producirse una oscilación inducida por el piloto (PIO), que era característica del M2-F2.

## Operadores
Estados Unidos
- NASA

## Historia operacional
El primer vuelo del M2-F3, con el piloto de la NASA Bill Dana a los mandos, fue el 2 de junio de 1970. El modificado vehículo mostró mucho mejores características de estabilidad lateral y control que antes, y sólo fueron necesarios tres vuelos de planeo antes del primer vuelo propulsado, el 25 de noviembre de 1970. El centésimo vuelo de los fuselajes sustentadores pesados fue completado el 5 de octubre de 1972, con el piloto Bill Dana remontándose a una altitud de 66300 pies (20200 m) y con un número Mach de 1,370 (alrededor de 904 mph), con el M2-F3. En sus 27 misiones, el M2-F3 alcanzó una velocidad máxima de 1064 mph (Mach 1,6). La máxima altitud alcanzada por el vehículo fue 71500 pies (20790 m), el 20 de diciembre de 1972, la fecha de su último vuelo, con el piloto de la NASA John Manke a los mandos.

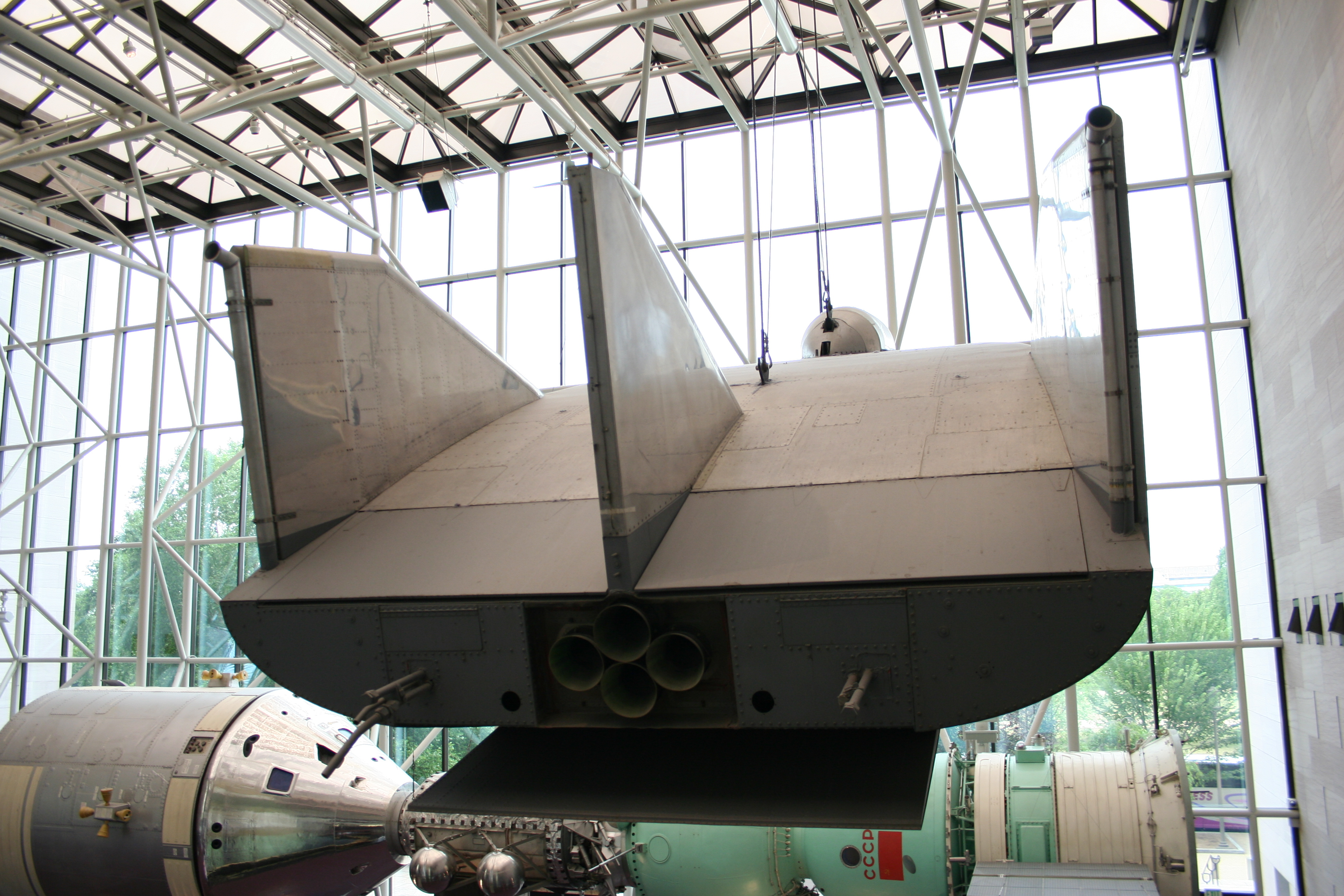
El M2-F3 en el National Air and Space Museum.

Un sistema de propulsores de control por reacción (reaction control thruster (RCT)), similar al usado por una nave orbital, fue también instalado para obtener datos de investigación acerca de su efectividad para controlar el vehículo. Como la parte del programa de los fuselajes sustentadores del M2-F3 estaba cerca de finalizar, evaluó un sistema de control de aumento de mando de la velocidad, y una palanca lateral de control, similar a los controles laterales usados en la actualidad en muchos aviones modernos.
La NASA donó el vehículo M2-F3 al Smithsonian Institution en diciembre de 1973. Actualmente, se encuentra colgando en el National Air and Space Museum, junto con el avión X-15 número uno, que fue su compañero de hangar en Dryden de 1965 a 1969.
- Pilotos del M2-F3.
  - William H. Dana - 19 vuelos.
  - John A. Manke - 4 vuelos.
  - Cecil W. Powell - 3 vuelos.
  - Jerauld R. Gentry - 1 vuelo.
- La mayoría del texto tomado de la página web de NASA Dryden.

## Galería

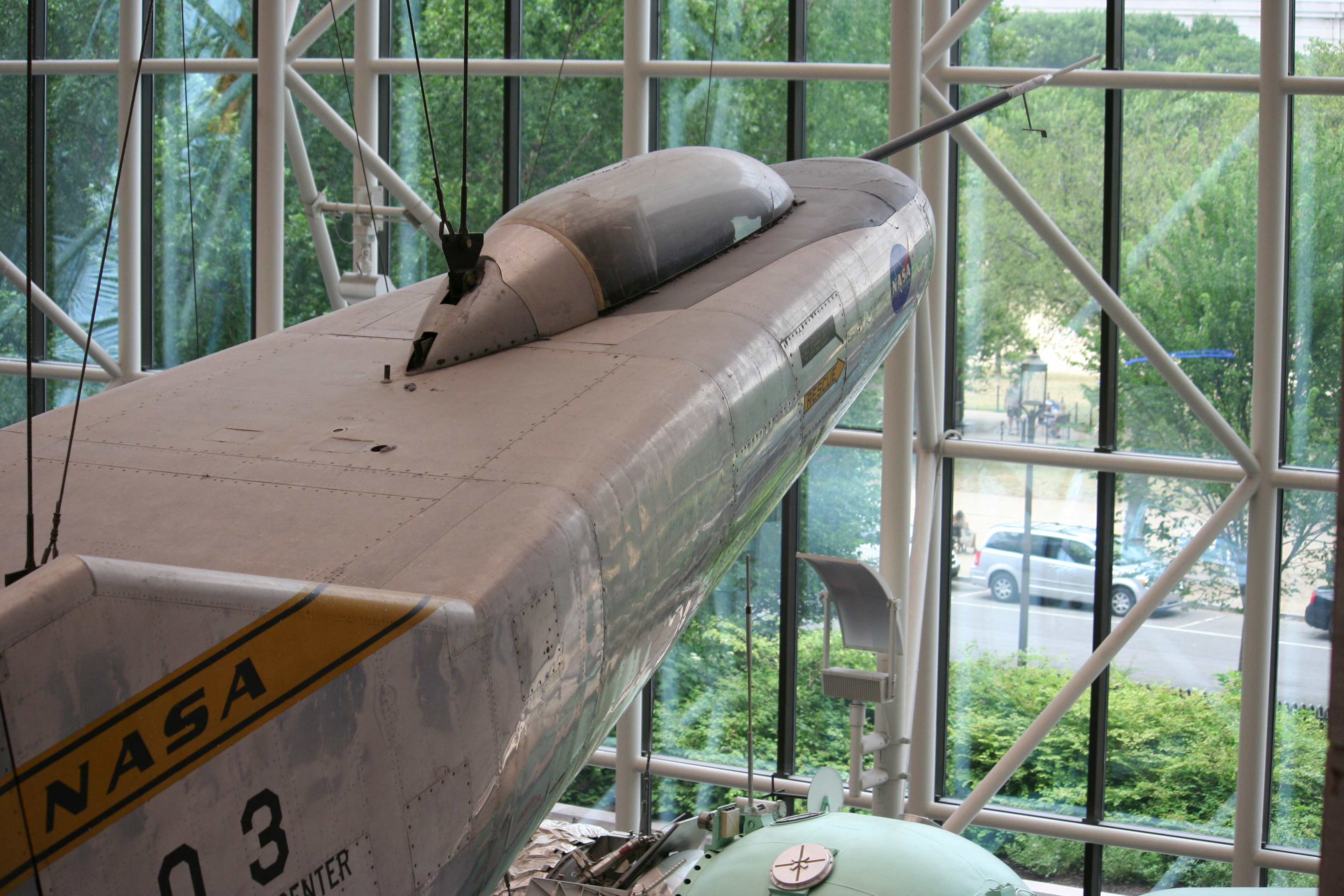
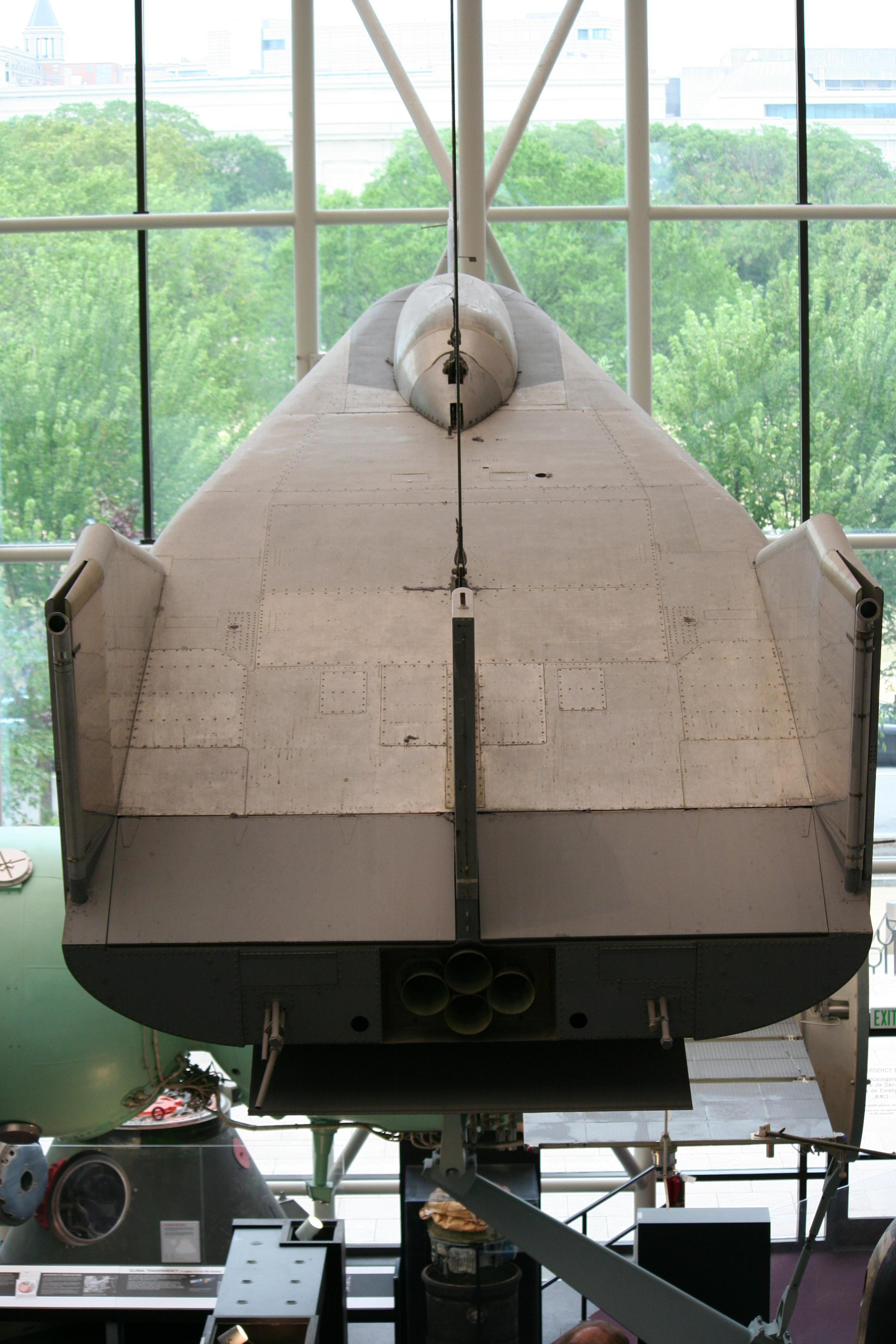
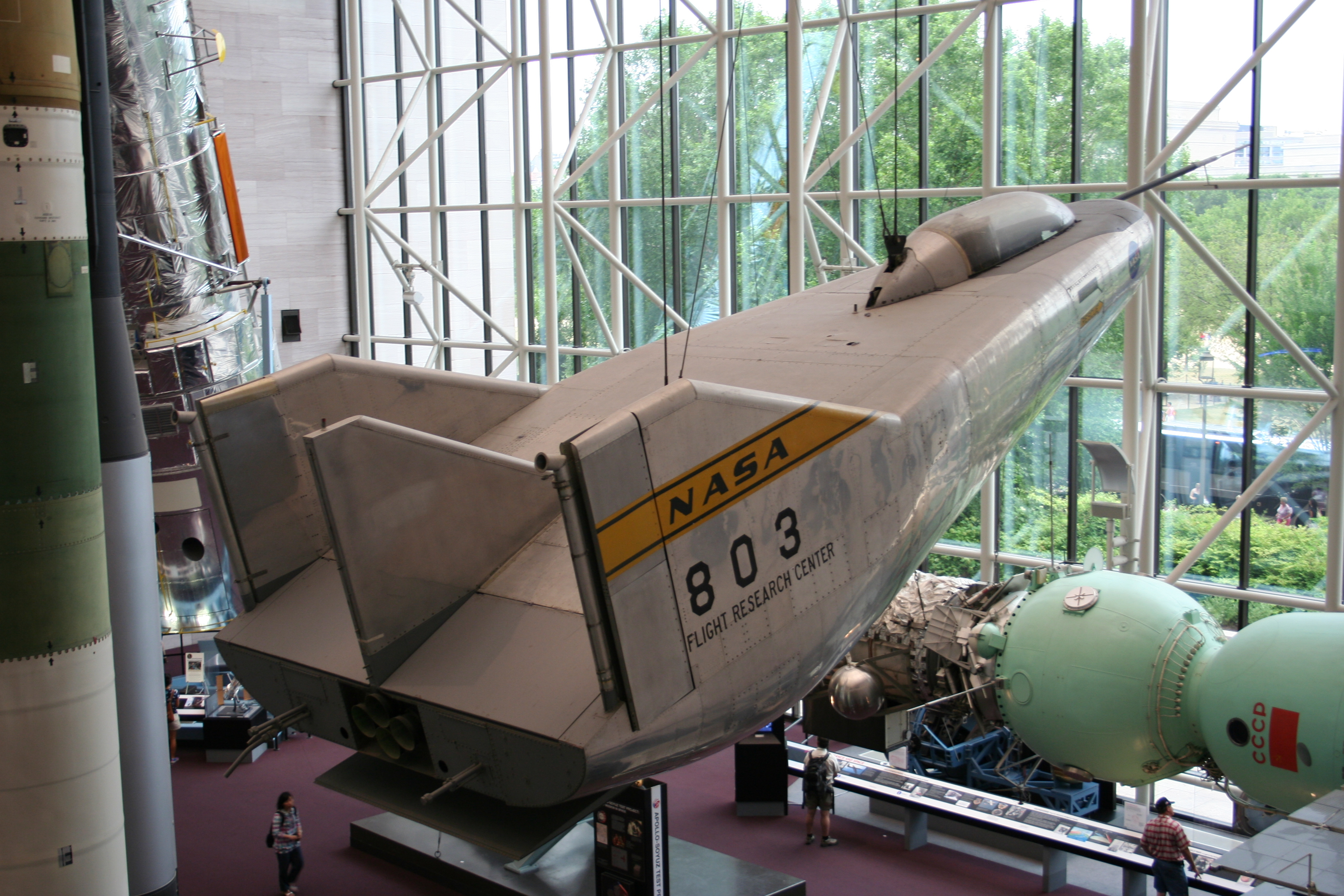
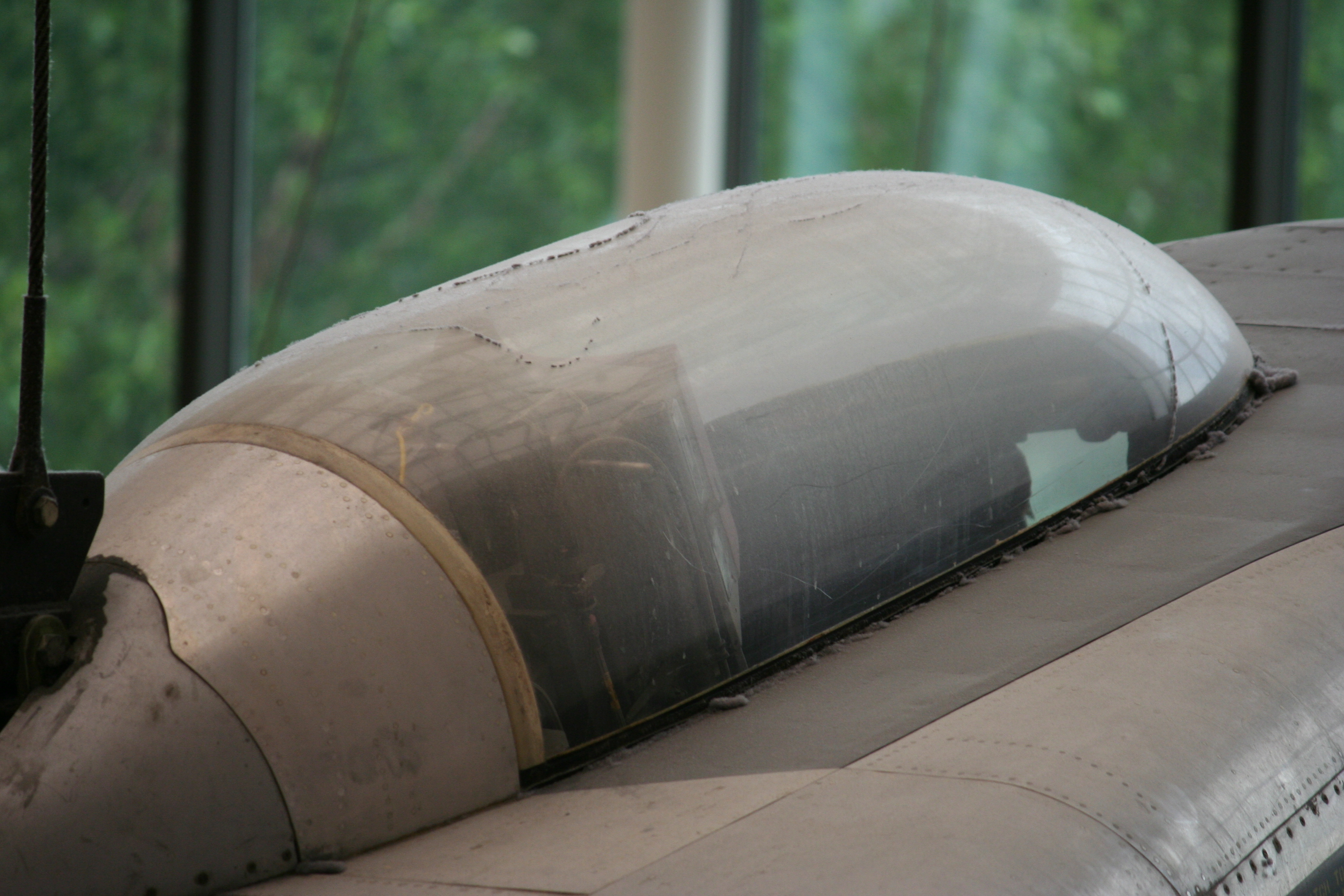

### Número de serial de la aeronave
- NASA M2-F3 - NASA 803, 27 vuelos.

## Vuelos del M2-F3
| VehicleFlight # | Fecha                    | Piloto | Mach  | Velocidad(km/h) | Altitud(ft) | Duración | Comentarios                                                   |
| --------------- | ------------------------ | ------ | ----- | --------------- | ----------- | -------- | ------------------------------------------------------------- |
| M2-F3 #1        | 2 de junio de 1970       | Dana   | 0,688 | 755             | 45.000      | 00:03:38 | Primer vuelo del M2-F3. Vuelo de planeo.                      |
| M2-F3 #2        | 21 de julio de 1970      | Dana   | 0,660 | 708             | 45.000      | 00:03:48 | Vuelo de planeo.                                              |
| M2-F3 #3        | 2 de noviembre de 1970   | Dana   | 0,630 | 690             | 45.000      | 00:03:56 | Vuelo de planeo.                                              |
| M2-F3 #4        | 25 de noviembre de 1970  | Dana   | 0,809 | 859             | 51.900      | 00:06:17 | Primer vuelo a motor.                                         |
| M2-F3 #5        | 9 de febrero de 1971     | Gentry | 0,707 | 755             | 45.000      | 00:04:01 | -                                                             |
| M2-F3 #6        | 26 de febrero de 1971    | Dana   | 0,773 | 821             | 45.000      | 00:05:48 | Sólo encendieron 2 cámaras.                                   |
| M2-F3 #7        | 23 de julio de 1971      | Dana   | 0,930 | 988             | 60.500      | 00:05:53 | -                                                             |
| M2-F3 #8        | 9 de agosto de 1971      | Dana   | 0,974 | 1.035           | 62.000      | 00:06:55 | -                                                             |
| M2-F3 #9        | 25 de agosto de 1971     | Dana   | 1,095 | 1.164           | 67.300      | 00:06:30 | Primer vuelo supersónico.                                     |
| M2-F3 #10       | 24 de septiembre de 1971 | Dana   | 0,728 | 772             | 42.000      | 00:03:30 | Fuego en el motor.                                            |
| M2-F3 #11       | 15 de noviembre de 1971  | Dana   | 0,739 | 784             | 45.000      | 00:03:35 | -                                                             |
| M2-F3 #12       | 1 de diciembre de 1971   | Dana   | 1,274 | 1.357           | 70.800      | 00:06:31 | -                                                             |
| M2-F3 #13       | 16 de diciembre de 1971  | Dana   | 0,811 | 861             | 46.800      | 00:07:31 | Sólo encendieron 2 cámaras.                                   |
| M2-F3 #14       | 25 de julio de 1972      | Dana   | 0,989 | 1.049           | 60.900      | 00:07:00 | -                                                             |
| M2-F3 #15       | 11 de agosto de 1972     | Gentry | 1,101 | 1.168           | 67.200      | 00:06:15 | -                                                             |
| M2-F3 #16       | 24 de agosto de 1972     | Dana   | 1,266 | 1.344           | 66.700      | 00:06:16 | -                                                             |
| M2-F3 #17       | 12 de septiembre de 1972 | Dana   | 0,880 | 935             | 46.000      | 00:06:27 | Fuego de motor pequeño                                        |
| M2-F3 #18       | 27 de septiembre de 1972 | Dana   | 1,340 | 1.424           | 66.700      | 00:06:07 | -                                                             |
| M2-F3 #19       | 5 de octubre de 1972     | Dana   | 1,370 | 1.455           | 66.300      | 00:06:16 | Centésimo vuelo de fuselaje sustentador.                      |
| M2-F3 #20       | 19 de octubre de 1972    | Manke  | 0,905 | 961             | 47.100      | 00:05:59 | -                                                             |
| M2-F3 #21       | 1 de noviembre de 1972   | Manke  | 1,213 | 1.292           | 71.300      | 00:06:18 | -                                                             |
| M2-F3 #22       | 9 de noviembre de 1972   | Powell | 0,906 | 961             | 46.800      | 00:06:04 | -                                                             |
| M2-F3 #23       | 21 de noviembre de 1972  | Manke  | 1,435 | 1.524           | 66.700      | 00:06:17 | Aterrizaje previsto en Rosamond, realizado en lecho del lago. |
| M2-F3 #24       | 29 de noviembre de 1972  | Powell | 1,348 | 1.432           | 67.500      | 00:05:57 | -                                                             |
| M2-F3 #25       | 6 de diciembre de 1972   | Powell | 1,191 | 1.265           | 68.300      | 00:05:32 | Aterrizaje previsto en Rosamond, realizado en lecho del lago. |
| M2-F3 #26       | 13 de diciembre de 1972  | Dana   | 1,613 | 1.712           | 66.700      | 00:06:23 | Vuelo más rápido.                                             |
| M2-F3 #27       | 20 de diciembre de 1972  | Manke  | 1,294 | 1.378           | 71.500      | 00:06:30 | Vuelo más alto. Último vuelo del M2-F3.                       |

## Especificaciones (M2-F3)

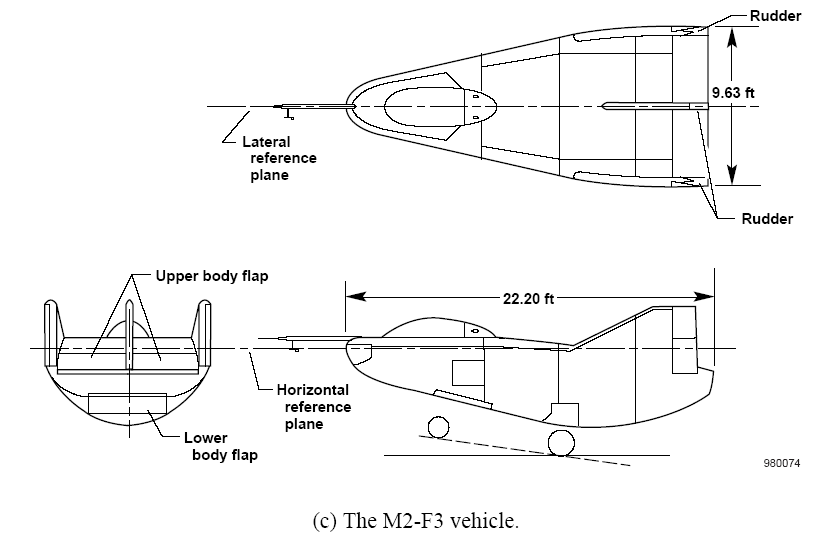
Esquema del fuselaje sustentador de la NASA M2-F3.

### Características generales
- Tripulación: Un piloto.
- Longitud: 6,76 m
- Envergadura: 2,94 m
- Altura: 2,89 m
- Superficie alar: 14,9 m²
- Peso vacío: 2300 kg
- Peso cargado: 2722 kg
- Peso máximo al despegue: 3600 kg
- Planta motriz: 1× Motor cohete de cuatro cámaras Reaction Motors XLR-11.
  - Empuje normal: 36 kN (8000 lbf) de empuje.

### Rendimiento
- Velocidad nunca excedida (Vne): 1712 km/h
- Alcance: 72 km
- Techo de vuelo: 21793 m (71500 pies)
- Carga alar: 242 kg/m²
- Empuje/peso: 1,3

### Aeronaves similares
- Martin-Marietta X-24
- NASA M2-F1
- Northrop M2-F2
- Northrop HL-10